# Cerro Sunaraya
Cerro Sunaraya är ett berg i Bolivia.   Det ligger i departementet Oruro, i den västra delen av landet, 300 km väster om huvudstaden Sucre. Toppen på Cerro Sunaraya är 4 289 meter över havet, eller 273 meter över den omgivande terrängen. Bredden vid basen är 4,8 km.
Terrängen runt Cerro Sunaraya är huvudsakligen kuperad, men åt sydost är den platt. Trakten runt Cerro Sunaraya är nära nog obefolkad, med mindre än två invånare per kvadratkilometer.. 
Omgivningarna runt Cerro Sunaraya är i huvudsak ett öppet busklandskap.